# Soumaïla Cissé
Pour les articles homonymes, voir Cissé.
Soumaïla Cissé, né le 20 décembre 1949 à Tombouctou au Mali (alors Soudan français) et mort le 25 décembre 2020 à Neuilly-sur-Seine (France), est un homme politique malien. Ministre entre 1993 et 2002, il est longtemps le chef de file de l'opposition malienne et plusieurs fois candidat à la présidence de la République du pays (en 2002, 2013 et 2018).

## Situation personnelle

### Origines
Il naît le 20 décembre 1949 à Tombouctou,.

### Carrière professionnelle
Ingénieur-informaticien de profession, il étudie à l'université de Dakar (Sénégal), puis à celle de Montpellier (France) et à l’Institut des sciences de l'ingénieur situé dans la même ville ; il est alors major de sa promotion,.
Il travaille au sein de grandes entreprises françaises (IBM-France, le Groupe Pechiney, le Groupe Thomson et la compagnie aérienne Air Inter) avant de rentrer au Mali en 1984 pour travailler à la Compagnie malienne pour le développement du textile (CMDT). Cette structure est la colonne vertébrale de l’agriculture et de l’économie du pays. Soumaila Cissé devient successivement  Directeur des programmes et du contrôle de gestion, puis Directeur Général de la CMDT en 1991.

## Parcours politique

### Débuts
Militant dès sa création à l’Alliance pour la démocratie au Mali-Parti africain pour la solidarité et la justice (Adéma-PASJ), il devient en 1992, après l’élection d’Alpha Oumar Konaré à la présidence de la République du Mali, secrétaire général de la présidence de la République.

### Ministre
Il est nommé ministre des Finances en 1993, ministre des Finances et du Commerce en 1994, de nouveau ministre des Finances en 1997 et ministre de l’Équipement, de l’Aménagement du territoire, de l’Environnement et de l’Urbanisme en 2000.

### Candidatures présidentielles
En janvier 2002, il démissionne du gouvernement pour se consacrer à la préparation de l’élection présidentielle. Il est investi par l’Adéma-PASJ comme candidat pour la succession d’Alpha Oumar Konaré. Arrivé en deuxième position au premier tour, il est battu par Amadou Toumani Touré, au second tour, obtenant 35 % des voix.
Considérant avoir été trahi par le président Alpha Oumar Konaré, il quitte l’Adéma-PASJ, avec une partie des militants, pour fonder l’Union pour la République et la démocratie (URD) en juin 2003.
Soumaïla Cissé est président de la commission de l’Union économique et monétaire ouest-africaine (UEMOA) de 2004 à 2011,.

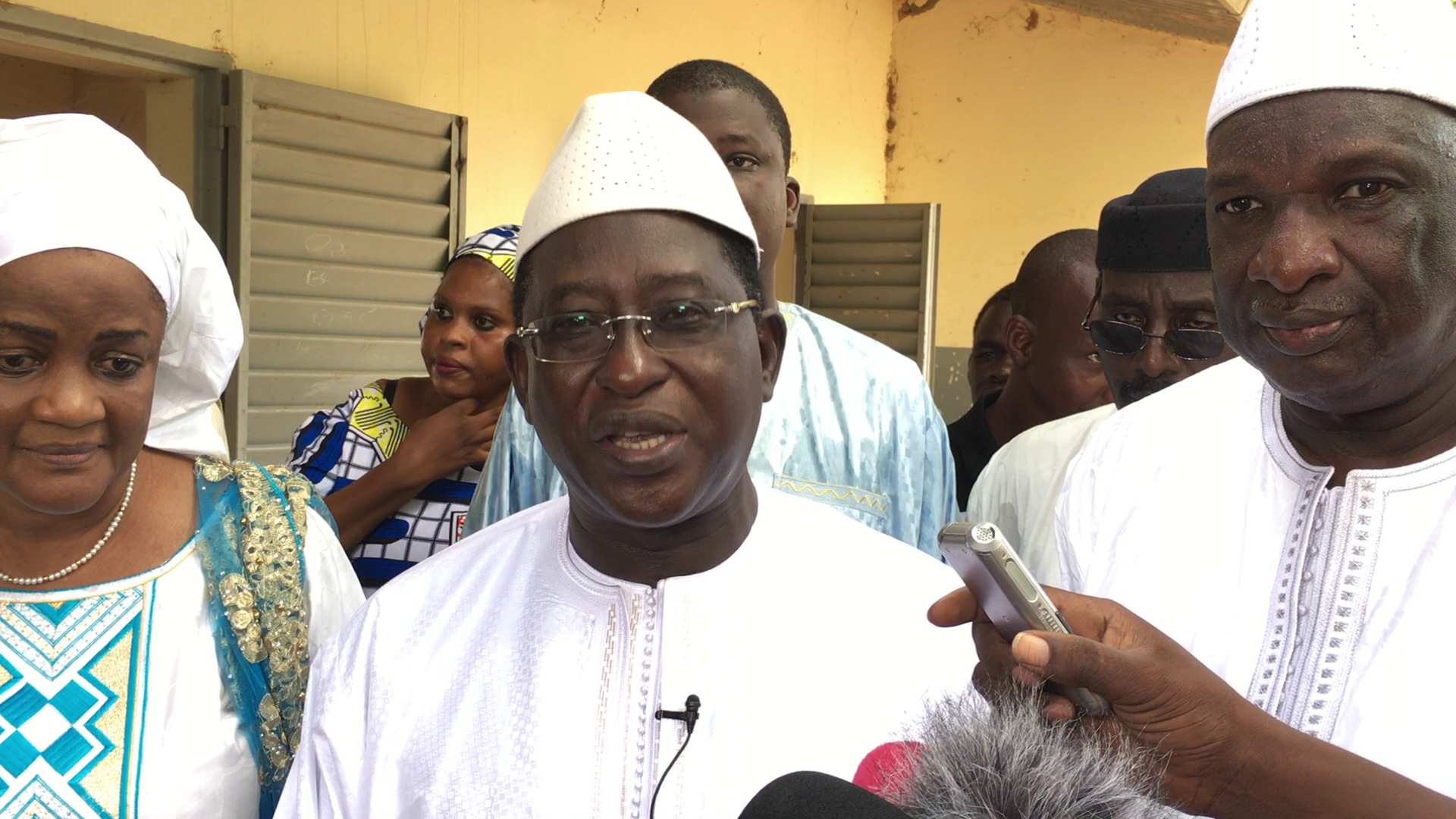
Soumaïla Cissé le 12 août 2018, lors du second tour de l'élection présidentielle.

Se présentant à l’élection présidentielle de 2013, il arrive deuxième au premier tour et affronte Ibrahim Boubacar Keïta au second tour. Il reconnaît sa défaite avant même la fin du dépouillement des bulletins de vote. Les résultats finaux le créditent de 22,4 %, contre 77,6 % pour Ibrahim Boubacar Keïta.
Candidat à l'élection présidentielle de 2018, il est soutenu par les principaux chefs du mouvement Antè Abana, qui ont mis en échec le projet de révision Constitutionnelle. Parmi ces chefs, on retrouve Tiébilé Dramé, qui sera son directeur de campagne, Étienne Fakaba Sissoko, son porte-parole, ou encore l'activiste Youssouf Bathily dit Ras Bath[réf. nécessaire]. Il fait appel à l'agence de réputation numérique 35° Nord, associée à Avisa Partners, pour l'aider dans sa communication. Il arrive une nouvelle fois en deuxième position du premier tour, avec 17,8 % des suffrages selon les résultats officiels, le président sortant Ibrahim Boubacar Keïta arrivant en tête avec 41,7 % des voix. C'est la première fois qu'un président sortant se retrouve en ballottage pour un second tour dans l'histoire du Mali. L’opposition dénonce des fraudes électorales et Soumaïla Cissé appelle à un « front démocratique » contre le président sortant tout en déposant des recours contre les résultats de l'élection. Il ne parvient toutefois pas à rallier le soutien des candidats éliminés. Il est battu au second tour, obtenant 32,8 % des voix. Il conteste sa défaite, dénonçant des fraudes.

### Campagne législative de 2020 et enlèvement
Le 25 mars 2020, durant la campagne pour les élections législatives, le convoi de Soumaïla Cissé est attaqué par des hommes à moto. Son garde du corps est tué, deux de ses proches sont blessés, Cissé et onze membres de son équipe de campagne sont enlevés. Cinq des otages seront ensuite libérés pour aller annoncer aux autorités maliennes que Cissé était gardé vivant. La piste de djihadistes d'Amadou Koufa, liés à Al-Qaïda, est privilégiée, mais, dans le contexte sécuritaire et politique du Mali, elle n'est pas confirmée.
Durant sa détention, Soumaïla Cissé est réélu au premier tour des législatives, le 29 mars. Des négociations sont menées par le « maire de Niafounké et un groupe de notables » de la région avec ses ravisseurs. Le 3 avril, des otages sont libérés mais pas Cissé. Le 16 juin 2020, le président Ibrahim Boubacar Keïta affirme savoir que Cissé est toujours vivant. Entre-temps, l'Assemblée nationale est dissoute le 19 août 2020 après un coup d'État. Le 21 août suivant, le Comité international de la Croix-Rouge annonce que Soumaïla Cissé a pu transmettre des lettres à sa famille, qui était sans contact avec lui depuis des mois.
Le 9 octobre 2020, six mois après son enlèvement, les islamistes libèrent Soumaïla Cissé, en même temps que l'otage française Sophie Pétronin et deux autres otages italiens, à la suite de la libération de plus de 200 djihadistes et combattants par les autorités qui dirigent le Mali depuis le coup d'État du 18 août précédent,.

## Maladie et mort
Deux mois après avoir retrouvé la liberté, Soumaïla Cissé est atteint par la Covid-19. Évacué en France, il meurt à Neuilly-sur-Seine le 25 décembre 2020.